# Gouvernement régional du Kurdistan
Pour les articles homonymes, voir GRK.

Carte du Kurdistan irakien.
Territoire officiel de la région du Kurdistan irakien
Territoire conquis par le Kurdistan irakien pendant la seconde guerre civile irakienne
Autre territoire revendiqué par le Kurdistan irakien
Reste de l'Irak

Le gouvernement régional du Kurdistan (abrégé en GRK, parfois en KRG selon son nom anglais Kurdistan Regional Government ; en kurde حکومەتی هەرێمی کوردستان, Hikûmetî Herêmî Kurdistan) est l'instance dirigeante officielle du Kurdistan irakien, la région du nord de l'Irak majoritairement peuplée par des Kurdes. Le GRK est constitué d'un parlement monocaméral composé de 111 sièges connu sous le nom de Parlement du Kurdistan. Le cabinet est sélectionné par le parti majoritaire qui sélectionne aussi le Premier ministre de la région du Kurdistan irakien.
Le président du gouvernement du Kurdistan irakien est directement élu par le peuple ; il est le chef de cabinet et chef de l'État qui délègue son pouvoir exécutif au gouvernement. Le Premier ministre est traditionnellement le chef du pouvoir législatif, bien qu'il partage quelques attributions du pouvoir exécutif avec le président. Le président du gouvernement est également le commandant en chef de l'armée qui sont les Peshmerga. Le Parlement écrit et vote la loi à la majorité, et le président a un droit de veto.

## Procédé électoral
Depuis 1992, les instances gouvernantes sont installées à Erbil (en kurde : Hewlêr, هەولێر), qui est la capitale officielle de la région. Le Parlement du KRG, ou Parlement du Kurdistan (IKP), est élu au suffrage universel direct. Chaque électeur a une voix et peut élire un seul parti de la liste proposée. Le cabinet est ensuite choisi par le ou les partis majoritaires.

## Dirigeants du GRK
| Image | Fonction                  | Nom              | Parti                           |
| ----- | ------------------------- | ---------------- | ------------------------------- |
|       | Président du gouvernement | Nêçîrvan Barzanî | Parti démocratique du Kurdistan |
|       | Premier ministre          | Masrour Barzani  | Parti démocratique du Kurdistan |

## Histoire
Le président du gouvernement du Kurdistan irakien est Massoud Barzani entre le 14 juin 2005 et le 1er novembre 2017, date à laquelle la fonction est suspendue par le Parlement. Le 8 mai 2019, le Parlement décide de réactiver la fonction.
Les peshmergas prennent part activement à la bataille de Mossoul.